# 1950年全米選手権 (テニス)
1950年 全米選手権（1950ねんぜんべいせんしゅけん）に関する記事。

## 大会の流れ
- 1881年から1967年まで、全米選手権は各部門が個別の名称を持ち、大会会場も別々のテニスクラブで開かれた。これが他の3つのテニス4大大会と大きく異なる点である。
  - 男子シングルス　名称：全米シングルス選手権（U.S. National Singles Championship）／会場：ニューヨーク市クイーンズ区フォレストヒルズ、ウエストサイド・テニスクラブ　（1924年-1977年）
  - 女子シングルス　名称：全米女子シングルス選手権（U.S. Women's National Singles Championship）／会場：フォレストヒルズ、ウエストサイド・テニスクラブ　（1921年-1977年）
  - 男子ダブルス　名称：全米ダブルス選手権（U.S. National Doubles Championship）／会場：マサチューセッツ州ボストン市、ロングウッド・クリケット・クラブ　（1946年-1967年まで）
  - 女子ダブルス　名称：全米女子ダブルス選手権（U.S. Women's National Doubles Championship）／会場：ボストン、ロングウッド・クリケット・クラブ　（1946年-1967年まで）
  - 混合ダブルス　名称：全米混合ダブルス選手権（U.S. Mixed Doubles Championship）／会場：フォレストヒルズ、ウエストサイド・テニスクラブ　（1942年-1977年）
- 1967年までは、男子ダブルス・女子ダブルスの2部門がボストンの「ロングウッド・クリケット・クラブ」で開かれ、他の3部門（男女シングルス・混合ダブルス）はフォレストヒルズで行われた。

## シード選手

### 男子シングルス
（アメリカ人シード選手：10名）
1. バッジ・パティー　（1回戦、不戦敗）
2. ハーバート・フラム　（準優勝）
3. ガードナー・ムロイ　（ベスト4）
4. トム・ブラウン　（ベスト8）
5. ビック・セイシャス　（3回戦）
6. アーサー・ラーセン　（初優勝）
7. アール・コチェル　（ベスト8）
8. ディック・サビット　（ベスト4）
9. ビル・タルバート　（ベスト8）
10. ジェームズ・ブリンク　（3回戦）

（外国人シード選手：10名）
1. フランク・セッジマン　（3回戦）
2. ヤロスラフ・ドロブニー　（3回戦）
3. ジョン・ブロムウィッチ　（3回戦）
4. ケン・マグレガー　（1回戦）
5. トルステン・ヨハンソン　（3回戦）
6. フェリシモ・アンポン　（3回戦）
7. ジョージ・ワーシントン　（3回戦）
8. トニー・モットラム　（2回戦）
9. フィリップ・ワッシャー　（2回戦）
10. グスタボ・パラフォックス　（1回戦）

### 女子シングルス
1. マーガレット・オズボーン・デュポン　（優勝、大会3連覇）
2. ドリス・ハート　（準優勝）
3. ルイーズ・ブラフ　（3回戦）

本年度の女子シングルス・シード選手は、アメリカ人の上位3人しか確認できない。

## 大会経過

### 男子シングルス
準々決勝
- ハーバート・フラム vs.  ビル・タルバート　9-7, 6-4, 6-3
- ガードナー・ムロイ vs.  アール・コチェル　6-3, 7-5, 6-2
- ディック・サビット vs.  シドニー・シュワルツ　8-6, 6-2, 2-6, 6-3
- アーサー・ラーセン vs.  トム・ブラウン　6-3, 2-6, 6-1, 6-4

準決勝
- ハーバート・フラム vs.  ガードナー・ムロイ　2-6, 6-2, 9-11, 6-3
- アーサー・ラーセン vs.  ディック・サビット　6-2, 10-8, 7-9, 6-2

### 女子シングルス
準々決勝
- マーガレット・オズボーン・デュポン vs.  パトリシア・カニング・トッド　6-3, 6-4
- ナンシー・チャフィー vs.  バーバラ・スコフィールド　6-2, 6-2
- ドリス・ハート vs.  シャーリー・フライ　6-4, 6-4
- ベバリー・ベーカー vs.  ベティ・ローゼンクエスト　6-2, 9-7

準決勝
- マーガレット・オズボーン・デュポン vs.  ナンシー・チャフィー　6-1, 1-6, 6-0
- ドリス・ハート vs.  ベバリー・ベーカー　6-4, 6-1

## 決勝戦の結果
- 男子シングルス： アーサー・ラーセン vs.  ハーバート・フラム　6-3, 4-6, 5-7, 6-4, 6-3
- 女子シングルス： マーガレット・オズボーン・デュポン vs.  ドリス・ハート　6-3, 6-3
- 男子ダブルス： ジョン・ブロムウィッチ＆ フランク・セッジマン vs.  ガードナー・ムロイ＆ ビル・タルバート　7-5, 8-6, 3-6, 6-1
- 女子ダブルス： ルイーズ・ブラフ＆ マーガレット・オズボーン・デュポン vs.  ドリス・ハート＆ シャーリー・フライ　6-2, 6-3
- 混合ダブルス： ケン・マグレガー＆ マーガレット・オズボーン・デュポン vs.  フランク・セッジマン＆ ドリス・ハート　6-4, 3-6, 6-3